# Margaret Rhea Seddon
Margaret Rhea Seddon (Teneessee, Estados Unidos, 8 de noviembre de 1947) es una médica, cirujana y astronauta estadounidense. Después de haber sido seleccionada como parte del primer grupo de astronautas en incluir mujeres, voló en tres vuelos espaciales como especialista de misión para la STS-51-D y la STS-40, y como comandante de carga para la STS-58. Tanto antes como después de su carrera en el programa de astronautas,se ha mantenido activa en la comunidad médica en Tennessee, Misisipi y Texas.

## Biografía
Margaret Seddon nació en Murfreesboro, Tennessee, donde asistió a la Escuela Católica St. Rose of Lima y se graduó en la Central High School en 1965. Obtuvo una licenciatura en fisiología por la Universidad de California en Berkeley en 1970, y un doctorado en medicina por la Facultad de Medicina de la Universidad de Tennessee en 1973. Mientras estaba en la Universidad de California, era miembro de la hermandad Sigma Kappa.
Después de la escuela de medicina, completó una pasantía quirúrgica y 3 años de residencia en cirugía general en Memphis, con un interés particular en la nutrición en pacientes de cirugía. Entre el período de su internado y su residencia, se desempeñó como médico del Departamento de Emergencia en varios hospitales de Mississippi y Tennessee, y se desempeñó en esta capacidad en el área de Houston en su tiempo libre. Seddon también realizó una investigación clínica sobre los efectos de la radioterapia en la nutrición en pacientes con cáncer.
Está casada con el astronauta Robert L. Gibson de Cooperstown, Nueva York, con quien tiene tres hijos: Paul, Dann y Emilee.

## Carrera en la NASA

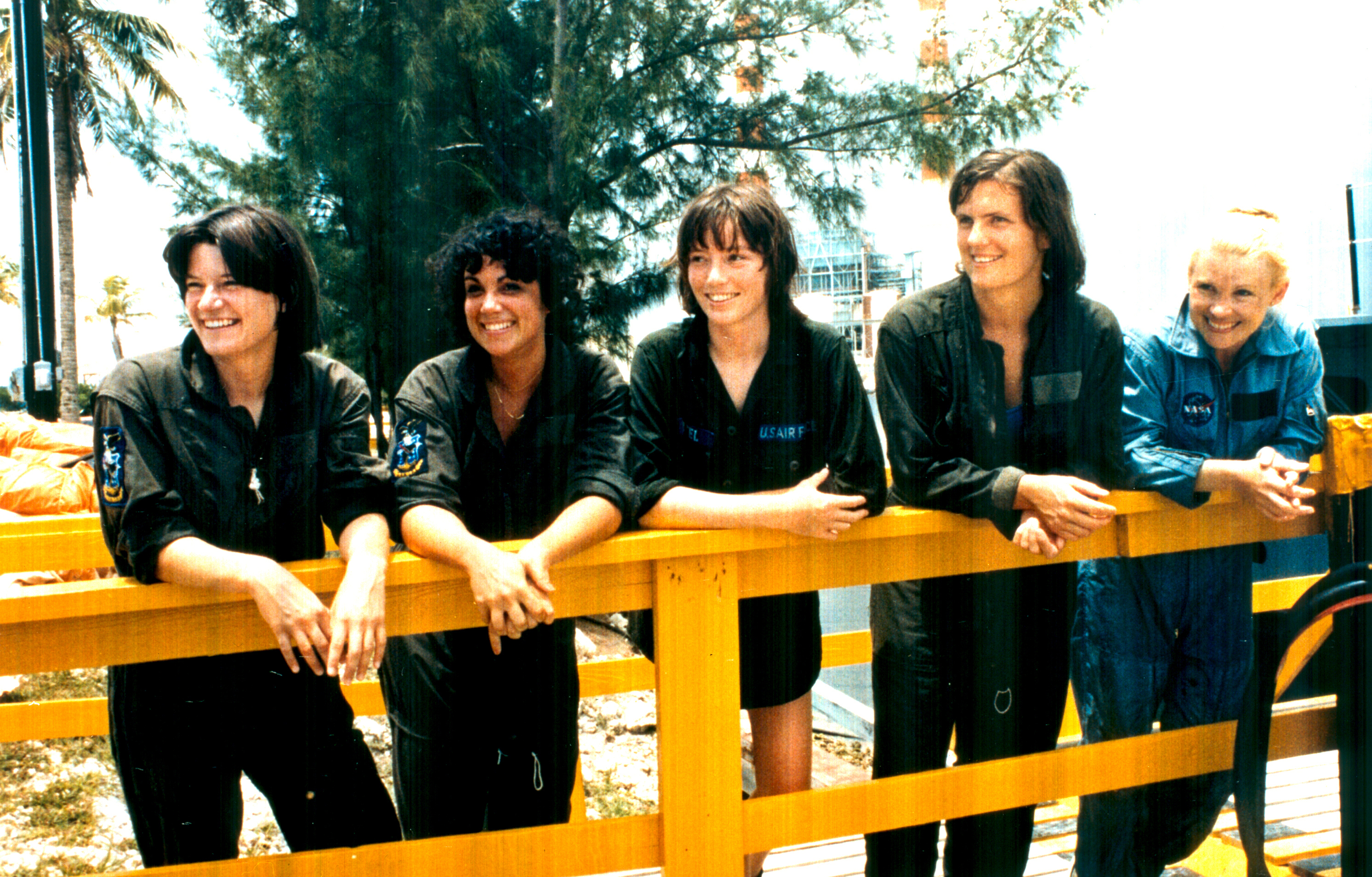
Primero grupo de astronautas femeninas. De izquierda a derecha Sally Ride, Judith A. Resnik, Anna L. Fisher, Kathryn D. Sullivan y Seddon

Fue seleccionada como candidata a astronauta por la NASA en enero de 1978, y se convirtió en astronauta en agosto de 1979. Su trabajo en la NASA incluyó el Orbiter y software de carga útil, Space Shuttle Avionics Integration Laboratory, datos de vuelo, la composición del kit médico de la nave espacial y la lista de verificación, lanzamiento y aterrizaje de helicópteros de rescate. Fue ayudante de la tripulación de la misión STS-6, equipo de la tripulación, membresía en el Comité Asesor Médico Aeroespacial de la NASA, asistente técnico del Director de Operaciones de Tripulación de Vuelo y comunicadora de cápsula (CAPCOM) en el Control de la Misión Centro.
Fue asistente del Director de Operaciones de Tripulación de Vuelo para cargas útiles Shuttle / Mir. Como veterana de tres vuelos, con más de 722 horas en el espacio, era especialista de misión en la STS-51D de 1985 y la STS-40 de 1991, y fue la comandante de carga útil en la STS-58 de 1993. En septiembre de 1996, la NASA la destinó a la Facultad de Medicina de la Universidad de Vanderbilt en Nashville, Tennessee. Asistió en la preparación de experimentos cardiovasculares que volaron a bordo del transbordador espacial Columbia en el vuelo del Neurolab Spacelab en abril de 1998. Seddon se retiró de la NASA en noviembre de 1997 y comenzó a trabajar como la asistente médico principal del Vanderbilt Medical Group en Nashville, Tennessee.

### STS-51-D
La STS-51-D Discovery, del 12 al 19 de abril de 1985, se lanzó y volvió a aterrizar en el Centro Espacial Kennedy, Florida. El equipo desplegó el ANIK-C para Telesat, de Canadá y el Syncom IV-3 para la Marina de los Estados Unidos. Un fallo en el satélite Syncom dio como resultado las primeras operaciones no programadas de EVA, encuentro y proximidad para el transbordador espacial en un intento de activar el satélite utilizando el sistema de manipulador remoto. El equipo realizó varios experimentos médicos, activó dos Getaway Special y filmó experimentos con juguetes en el espacio. Al completar su primer vuelo espacial,  registró 168 horas en el espacio en 109 órbitas órbitas alrededor de la Tierra. Fue en esta misión cuando Seddon llevó la insignia de su hermandad, Sigma Kappa al espacio.

### STS-40

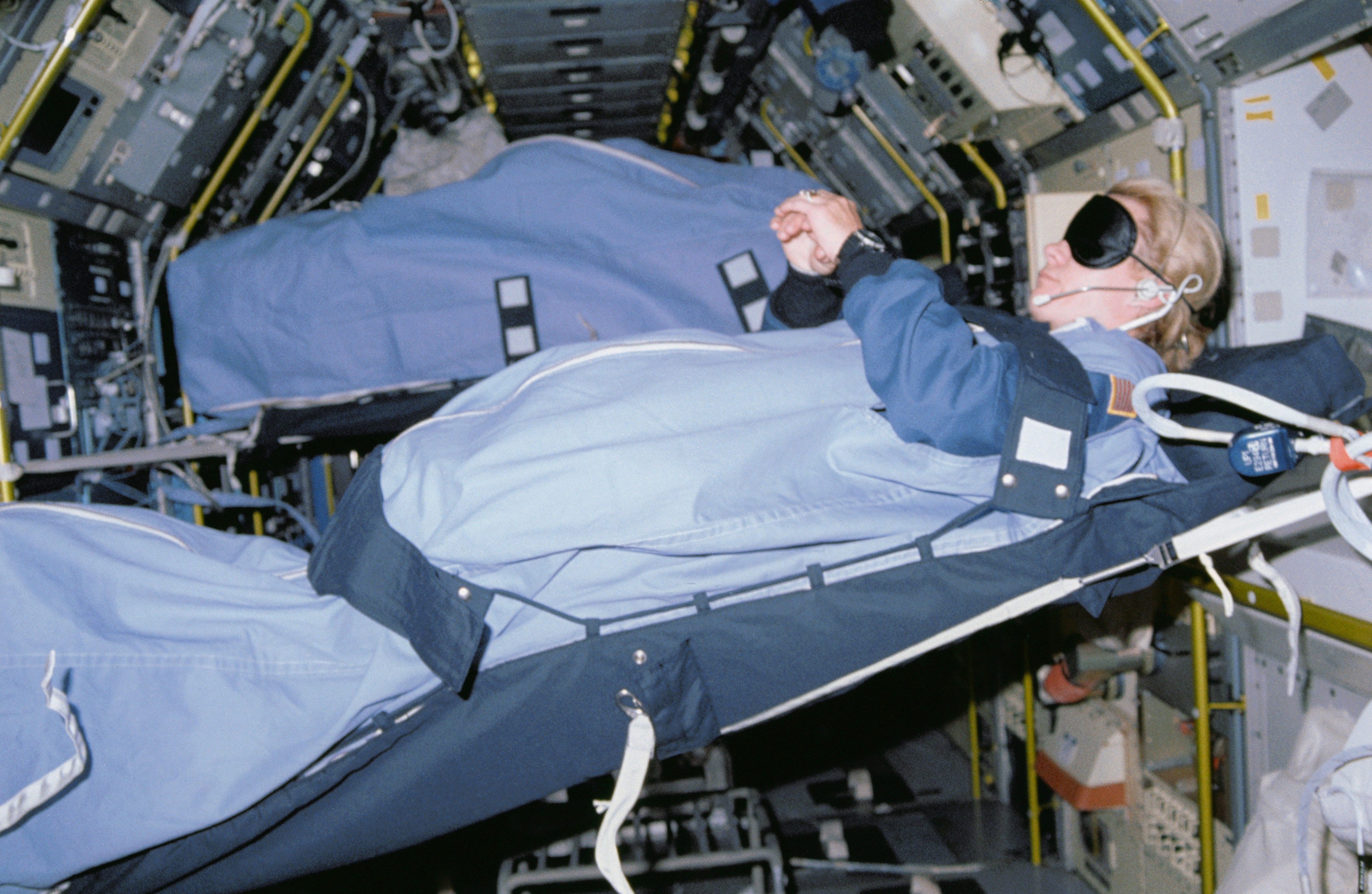
Seddon durmiendo en el Spacelab durante la misión STS-40, en 1991

La STS-40 Columbia Spacelab Life Sciences (SLS-1), del 5 al 14 de junio de 1991, fue una misión espacial y de ciencias de la vida lanzada desde el Centro Espacial Kennedy, y regresó a tierra en la Base Aérea Edwards, California . Durante la misión de nueve días, el equipo realizó experimentos que exploraron cómo los humanos, los animales y las células responden a la microgravedad y se readaptan a la gravedad de la Tierra al regresar. Otras cargas útiles incluyeron experimentos diseñados para investigar la ciencia de los materiales, la biología vegetal y la radiación cósmica, y llevaron las pruebas de hardware propuestas para la Instalación de mantenimiento de la salud de la estación espacial Freedom. La misión se completó en 146 órbitas de la Tierra, y registró 218 horas más en el espacio.

### STS-58
La STS-58 Columbia, Spacelab Life Sciences-2, voló del 18 de octubre al 1 de noviembre de 1993. Seddon fue la comandante de carga útil en esta misión de investigación de ciencias de la vida que recibió el reconocimiento de la administración de la NASA por el Spacelab más exitoso y eficiente.  Durante el vuelo de catorce días, la tripulación de siete personas realizó experimentos médicos neurovestibulares, cardiovasculares, cardiopulmonares, metabólicos y musculoesqueléticos en sí mismos y en 48 ratas, ampliando nuestro conocimiento de la fisiología humana y animal tanto en la Tierra como en vuelos espaciales. Además, realizaron 16 pruebas de ingeniería a bordo del Orbiter Columbia y 20 experimentos de Extended Duration Orbiter Medical Project. La misión se llevó a cabo en 225 órbitas alrededor de la Tierra, durante 336 horas, 13 minutos y 1 segundo. El aterrizaje se realizó en la Base de la Fuerza Aérea Edwards.

Emblemas de las misiones
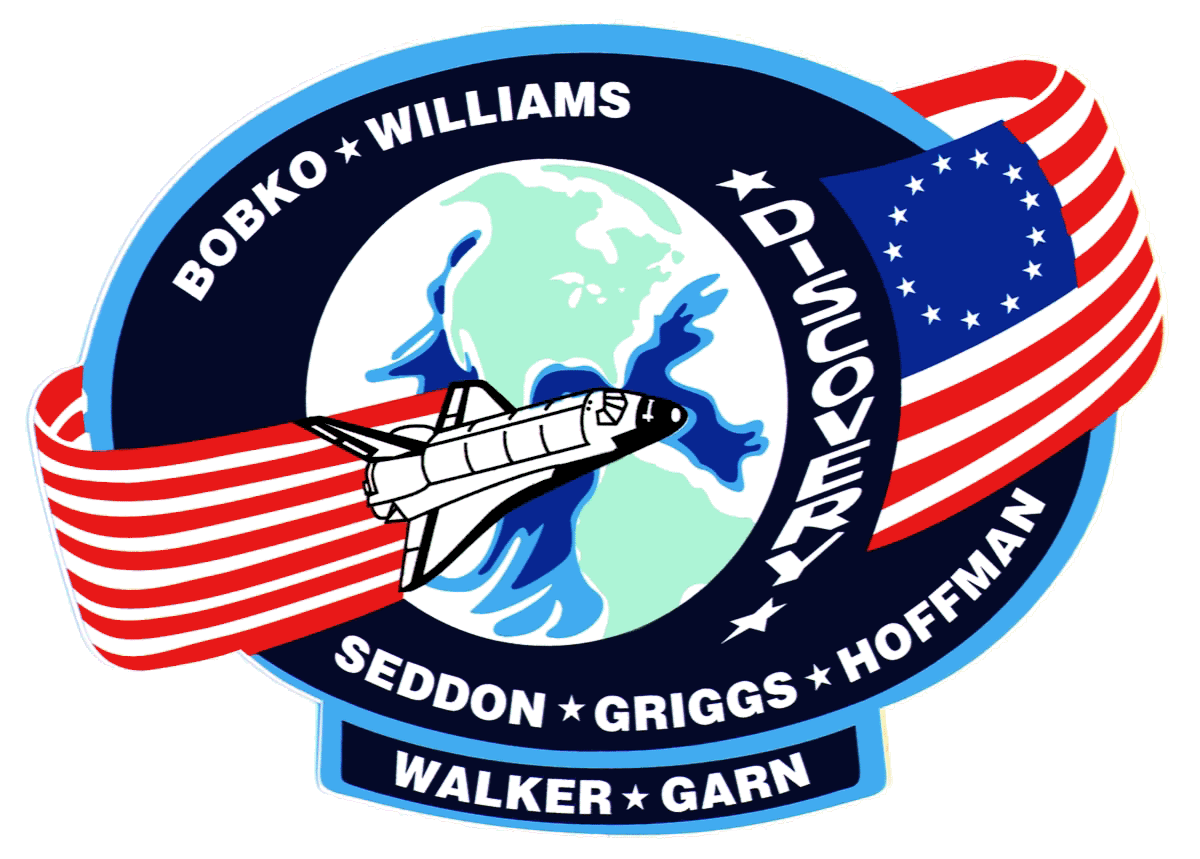
Misión STS-51
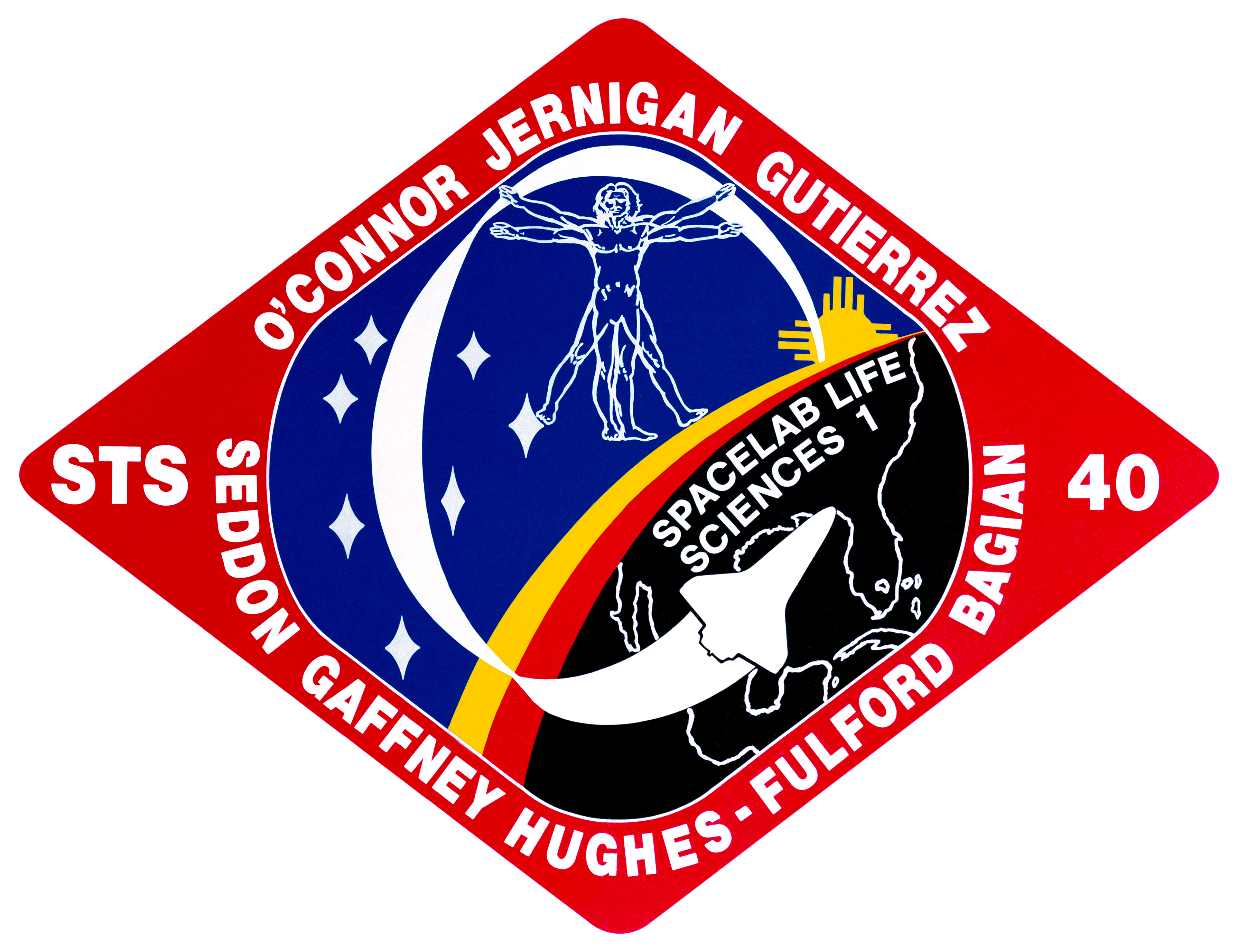
Misión STS-40
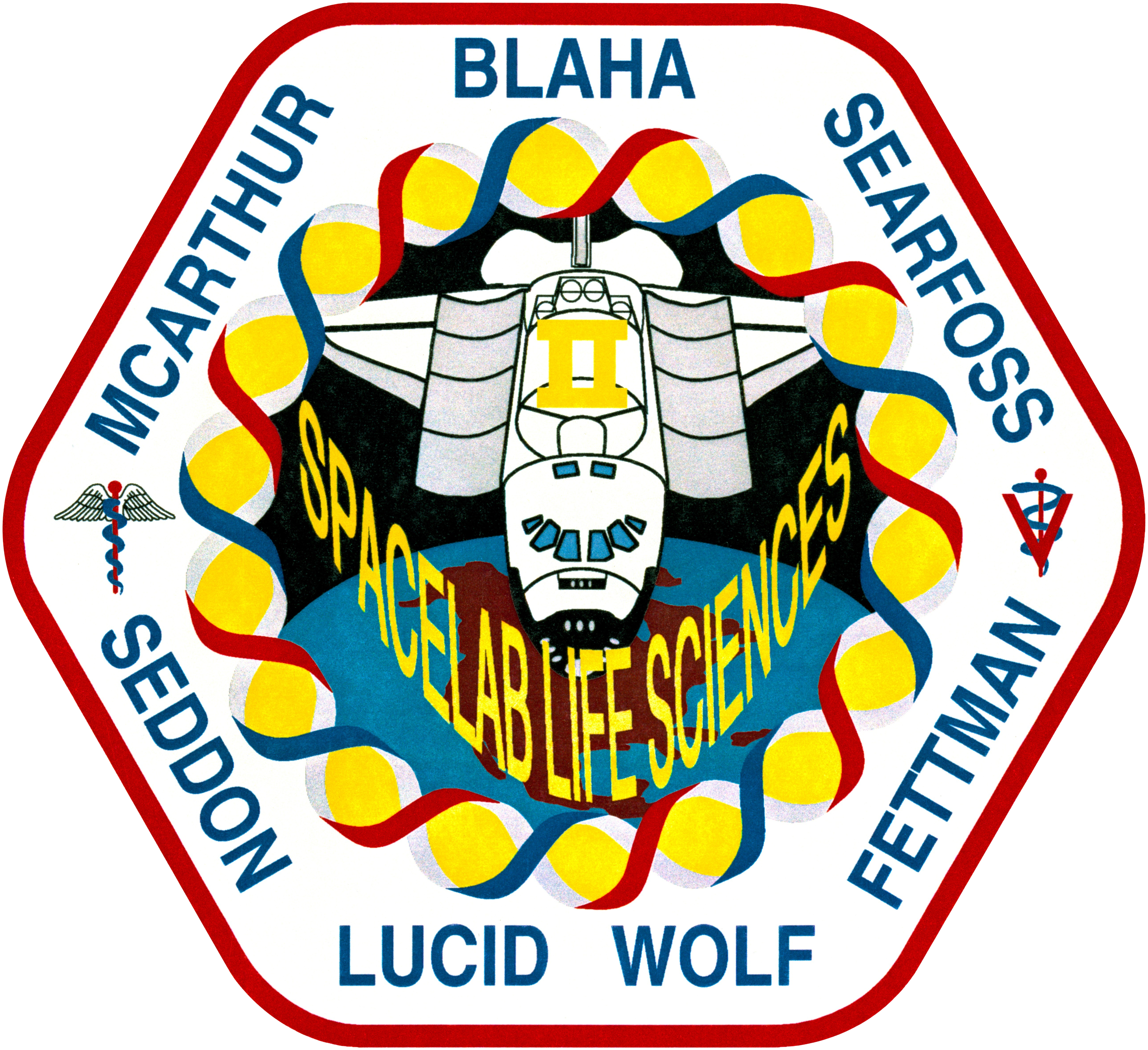
Misión STS-58